# Hamengkubuwono

Wapen van de Hamengkubuwono

De dynastie der Hamengkubuwono (ook: Hamengkoeboewono), een tak van het keizerlijk huis van Kartasura, dat pretendeert af te stammen van de koningen van Mataram, regeert sinds 1755 over het sultanaat van Yogyakarta. De stichter was raden mas Sujana, die de rechten op de troon van de susuhunans van Mataram die zijn oudere broer Pakubuwono deed gelden niet erkende. De prins kwam in opstand en veroverde in een jarenlange en uitputtende burgeroorlog (Javaanse successie-oorlogen) het zuidwesten van Mataram. Het rijk werd in het Verdrag van Giyanti uiteindelijk gesplitst en raden mas Sujana besteeg in 1755 als Hamengkubuwono I de troon van Yogyakarta. De sultans van Yogyakarta zijn binnen de Javaanse adel een jongere tak van het Huis van Mataram en de susuhunans van Surakarta zijn de oudere tak. De huidige sultan is Hamengkubuwono X. De vorsten van Yogyakarta en Surakarta oefenden tussen 1755 en het moment van de overgave van Nederlands-Indië aan Japan op 8 maart 1942 weinig macht meer uit omdat zij aan verdragen en akkoorden met de VOC en Nederland waren gebonden. De sultan werd bijgestaan door een Nederlandse resident die protocollair als diens "oudere broer" optrad. De gouverneur-generaal van Nederlands-Indië was de "grootvader" van de sultan en de sultan was diens "kleinzoon". In de feodale verhouding was Nederland suzerein.
Na de onafhankelijkheid van Indonesië verwierf van het sultanaat van Yogyakarta wel weer enige politieke macht vanwege de steun van het hof van Yogyakarta voor de onafhankelijkheidsstrijd voor de Republiek Indonesië van 1945 tot 1949. Toen werd bepaald dat de sultan van Yogyakarta voortaan gouverneur zou zijn van de provincie Yogyakarta, die in feite uit niet meer dan het grondgebied van het sultanaat bestaat. Bij het aantreden van Hamengkubuwono X op 7 maart 1989 bleek echter dat president Soeharto zich niet aan deze afspraak wilde houden, maar op 30 augustus 2012 besloot het nationale parlement van Indonesië dat deze afspraak gehandhaafd bleef. Sindsdien is de sultan weer gouverneur. Deze afspraak bepaalde ook dat de Paku Alam vicegouverneur van de provincie Yogyakarta zou zijn.

## Vorsten
Alle vorsten uit dit koningshuis heten Hamengkubuwono. De naam is een afkorting voor het formele en beleefde "Sri Sultan Hamengkubuwono". De volledige titel is "Sri Sultan Hamengkubuwono X Senopati Ing Ngalaga Sayidin Panatagama Kalifatulah". De aanspraken van de sultans op de tronen van Mataram en het Keizerrijk der Majapahit en het feit dat sultan Hamengkubuwono IX tijdens de Indonesische onafhankelijkheidsstrijd van 1945 tot 1949 voor de Republiek Indonesië en tegen de Nederlanders koos geven de Hamengkubuwono op Java veel prestige. Hun kraton in Yogyakarta geniet nog steeds bijzondere privileges. Het is ook het centrum van kunsten en het traditionele sociale verkeer in Yogyakarta.
De naam Hamengkubuwono wordt in meer symbolische dan strikt grammaticale en correct etymologische zin vertaald als:
- Hamengku, "verheugd het volk te dienen"
- Hamengku, "bescherm het volk in gerechtigheid"
- Hamengkoni, "gereed om aan het volk te leiden"
- Buwono, "het universum"

De diepere en mystieke betekenis sluit aan bij die van de titel susuhunan die wel wordt vertaald als "plaats waaromheen de aarde draait". De oude Javaanse godsdienstige opvattingen waarin de vorst een mystieke en min of meer bovennatuurlijke figuur was waren ook in de islamitische periode op de heersers van toepassing. Ook hun kraton is een magische plaats.
De sultan van Yogyakarta is een Javaans heerser. De sultans behoren tot het Huis Kartasura en zijn afstammelingen van Hamengkubuwono I die een deel van het rijk van de keizers van Mataram wist te veroveren en zich in Yogyakarta vestigde. Een oudere tak van het Huis Kartasura wist Surakarta en het zuidoosten van het rijk te behouden, daaruit werd het sunanaat Surakarta onder de susuhunans van Surakarta. Beide vorsten moesten de Nederlanders als hun meesters erkennen, Nederland was tot de Tweede Wereldoorlog de suzerein van Yogyakarta. De beide vorstenhuizen begraven hun doden in een gezamenlijk grafcomplex in Imogiri.
Deze tak van het Huis Kartasura wordt ook "Hamengkubuwono" genoemd. Alle regerende vorsten heten Hamengkubuwono
De derde sultan voerde de titel "Sampeyan Dalam ingkang Sinuhun Kanjeng Sri Sultan Amangku Buwana III Senapati ing Alaga Ngah 'Abdu'l-Rahman Saiyid ud-din Panatagama Khalifatu'llah ingkang Yumeneng Kaping" wat met "De Heerser die het Universum bestierd, opperbevelhebber, Dienaar van God, Heer van alle Gelovigen"wordt vertaald.
De mohammedaanse heersers zijn polygaam en hebben vele vrouwen, bijvrouwen en concubines gehad. De vrouwen en de vele kinderen van de "padmi" dragen titels die tijdens hun leven aan hun positie binnen het Koninklijk Huis en aan hun eigen status worden aangepast.
- De koninklijke echtgenote is Gusti Kanjeng Ratu
- De tweede en derde echtgenotes enz. zijn Kanjeng Bandara Radin Ayu ..... waarop een persoonlijke titel volgt.
- De erfprins is Kanjeng Gusti Pangeran Adipati Anum Amangku Negara Sudibya Rajaputra Nalendra ing Mataram
- De minderjarige zoons van sultan en koninklijke echtgenote zijn Gusti Radin Mas.....
- De volwassen zoons van sultan en koninklijke echtgenote zijn Gusti Bandara Pangeran Arya... daarop volgt de naam van het hun toegekende prinsdom
- De minderjarige zoons van sultan en tweede en derde echtgenote enz. zijn Bandara Radin Mas....
- De meerderjarige zoons van sultan en tweede en derde echtgenote enz. heten wanneer zij zoals gebruikelijk als volwassene een prinsdom toegekend krijgen Bandara Pangeran Arya... daarop volgt de naam van het hun toegekende prinsdom
- De kleinzoons van de sultan en hun mannelijke nakomelingen zijn Radin Mas
- De nog ongehuwde minderjarige dochters van de sultan en de koninklijke echtgenote zijn Gusti Radin Ajeng....
- De nog ongehuwde volwassen dochters van de sultan en de koninklijke echtgenote zijn Gusti Kanjeng Ratu ... en de oudsten onder hen worden met hoge adellijke titels geëerd.
- De gehuwde dochters van de sultan en de koninklijke echtgenote voeren de titel Gusti Radin Ayu en de persoonlijke titel van hun echtgenoot
- De ongehuwde dochters van de sultan en een tweede en derde echtgenote enz. zijn Bandara Radin Ajeng
- De gehuwde dochters van de sultan en de tweede of derde echtgenote enz. voeren de titel Bandara Radin Ayu en de persoonlijke titel van hun echtgenoot
- De ongehuwde kleindochters en andere vrouwelijke afstammelingen van de sultan in de mannelijke lijn zijn Radin Ajeng
- De gehuwde kleindochters en andere vrouwelijke afstammelingen van de sultan in de mannelijke lijn voeren de titel Radin Ayu en de persoonlijke titel van hun echtgenoot

De regels van de Javaanse aristocratie zijn streng en de titels geven in een aantal gevallen uitdrukking aan het respect dat de sultan voor de prins of prinses heeft. Wanneer er geen duidelijke opvolger is omdat de overleden vorst geen erfprins heeft aangewezen dan heeft de pretendent met de hogere titel voorrang op een pretendent die door de sultan niet is verheven in een hogere rang.

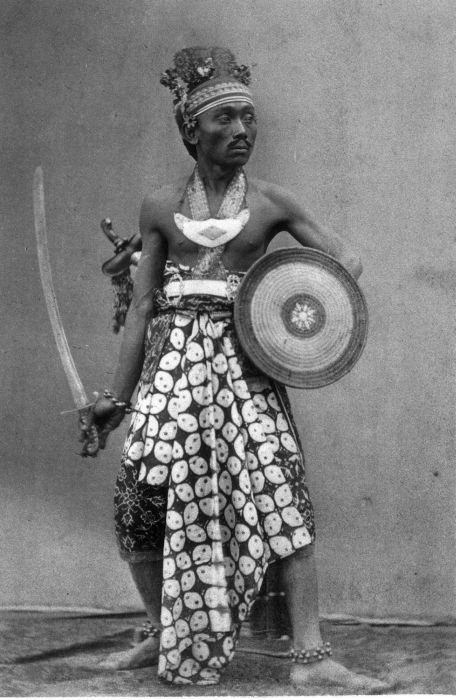
Lijfwacht van de Sultan (rond 1880)

## Lijst van Sultans van Yogyakarta (1755-heden)
| No. | Naam                | Begin regeringsperiode | Einde regeringsperiode | Opmerkingen          |
| 1.  | Hamengkubuwono I    | 13 februari 1755       | 4 maart 1792           |                      |
| 2.  | Hamengkubuwono II   | 2 april 1792           | 20 juni 1812           |                      |
| 3.  | Hamengkubuwono III  | 28 juni 1812           | 3 november 1814        |                      |
| 4.  | Hamengkubuwono IV   | 9 november 1814        | 6 december 1823        | eerste regeerperiode |
| 5.  | Hamengkubuwono V    | 19 december 1823       | 17 augustus 1826       | eerste regeerperiode |
| 4.  | Hamengkubuwono IV   | 17 augustus 1826       | 2 januari 1828         | tweede regeerperiode |
| 5.  | Hamengkubuwono V    | 17 januari 1828        | 5 juni 1855            | tweede regeerperiode |
| 6.  | Hamengkbuwono VI    | 5 juli 1855            | 20 juli 1877           |                      |
| 7.  | Hamengkubuwono VII  | 22 december 1877       | 29 januari 1921        |                      |
| 8.  | Hamengkubuwono VIII | 8 februari 1921        | 22 oktober 1939        |                      |
| 9.  | Hamengkubuwono IX   | 18 maart 1940          | 2 oktober 1988         |                      |
| 10. | Hamengkubuwono X    | 7 maart 1989           | nu                     |                      |